# Streichenreuth
Streichenreuth ist ein Gemeindeteil der Gemeinde Guttenberg im Landkreis Kulmbach (Oberfranken, Bayern). Streichenreuth liegt in der Gemarkung Guttenberg.

## Geografie
Der Weiler liegt in Hanglage am Südrand des Frankenwaldes. Etwas weiter südlich entspringt der Liesbach, ein linker Zufluss der Unteren Steinach. Eine Gemeindeverbindungsstraße führt nach Kupferberg zur Bundesstraße 289 (1,6 km südlich) bzw. nach Torschenknock (0,4 km nördlich).

## Geschichte
Der Ort wurde 1137 als „Streitruit“ erstmals urkundlich erwähnt. Der Ortsname bedeutet "Zur strittigen Reuth".
Gegen Ende des 18. Jahrhunderts bestand Streichenreuth aus sieben Anwesen (Herrensitz mit Hof und Schäferei, 3 Sölden, 1 Haus, 1 Häuslein). Das Hochgericht übte das Burggericht Guttenberg aus. Es hatte ggf. an das bambergische Centamt Marktschorgast auszuliefern. Die Grundherrschaft oblag dem Burggericht Guttenberg.
Mit dem Gemeindeedikt wurde Streichenreuth dem 1812 gebildeten Steuerdistrikt Guttenberg und der im selben Jahr gebildeten Gemeinde Guttenberg zugewiesen.

### Ehemalige Kunstdenkmäler
Die folgenden Häuser listete Karl-Ludwig Lippert in dem Buch Landkreis Stadtsteinach von 1964 mit ihren ursprünglichen Hausnummern als Kunstdenkmäler auf. Sie sind in der Denkmalschutzliste nicht geführt, da sie entweder nicht aufgenommen, abgerissen oder stark verändert wurden.
- Haus Nr. 1: Herrenhaus. Zweigeschossiger, verputzt massiver Walmdachbau, zwei zu drei Achsen; kleine, sandsteingerahmte Erdgeschossfenster mit profilierten Sohlbänken, sicherlich noch spätes 17. Jahrhundert; die großen Obergeschossfenster, ebenfalls in Sandsteinrahmungen, gehören wie das ziegelgedeckte Dach mit Fledermausgauben und profiliertem Traufgesims der Erneuerung des späten 18. Jahrhunderts an. Der vordere Raum im Erdgeschoss noch kreuzgratgewölbt.[8]
- Haus Nr. 2: Schäferhaus. Eingeschossiges, kleines Mansarddachhaus, verputzt massiv, mit schlichten Fenster- und Türrahmungen. – Langgestrecktes, eingeschossiges und verputzt massives Stallgebäude mit Satteldach, 1835 errichtet.[8]

### Einwohnerentwicklung
| Jahr      | 001802 | 001818 | 001819 | 001861 | 001871 | 001885 | 001900 | 001925 | 001950 | 001961 | 001970 | 001987 |
| Einwohner | 23     |        | 29     | 42     | 34     | 44     | 31     | 31     | 38     | 23     | 28     | 19     |
| Häuser    | 7      | 7      |        |        |        | 7      | 7      | 7      | 6      | 5      |        | 6      |
| Quelle    | [ 10 ] | [ 7 ]  | [ 11 ] | [ 12 ] | [ 13 ] | [ 14 ] | [ 15 ] | [ 16 ] | [ 17 ] | [ 18 ] | [ 19 ] | [ 1 ]  |

## Religion
Streichenreuth ist seit der Reformation gemischt konfessionell. Die Katholiken sind nach St. Jakobus der Jüngere (Guttenberg) gepfarrt, die Protestanten nach St. Georg (Guttenberg).